# Eryngium irwinii
Eryngium irwinii är en flockblommig växtart som beskrevs av Lincoln Constance. Eryngium irwinii ingår i släktet martornar, och familjen flockblommiga växter. Inga underarter finns listade i Catalogue of Life.